# Ribár Béla
Ribár Béla (Torontálvásárhely, 1930. szeptember 5. – Újvidék, 2006. március 22.) vajdasági magyar tudós és közéleti személyiség. Röntgenkrisztallográfiából akadémiai doktorátust szerzett, a Szerb Tudományos Akadémia rendes tagja, a Magyar Tudományos Akadémia kültagja.

## Élete
1930-ban született a bánáti nagy református központban, Torontálvásárhelyen, ahol abban az időben a később mártírhalált halt – 1944 végén agyonvert – református püspök, Gachal János tartotta a lelket a magyarságban. Az akkor még kisdiák Ribár Béla sokat tanult Gachaltól, annak ellenére, hogy családja akkor is, ő maga pedig haláláig aktívan gyakorolta római katolikus vallását.
A gimnáziumot Nagybecskereken végezte. Az 1949-ben szerzett érettségi vizsga után a Belgrádi Egyetem Természettudományi Karán 1955-ben fizikatanári oklevelet szerzett, majd tudományos doktori fokozatot a Berni Egyetemen 1969-ben. Gimnáziumi tanárként dolgozott Nagybecskereken 1956-tól 1958-ig, majd tanársegéd volt a Szarajevói Egyetemen 1966-1969 között. Az Újvidéki Egyetem Természettudományi Karán 1969-től 1975-ig docens, 1975-től 1980-ig rendkívüli, majd 1995-ig rendes tanár, ekkor nyugdíjba vonult, s tulajdonképpen ekkor bontakozott ki a délvidéki magyarságért folytatott közéleti tevékenysége.

## Kutatásai és közéleti szereplése
Ribár Béla a kristálykutatás nemzetközileg elismert kutatója, a Magyar Tudományos Akadémia, valamint a Szerb Tudományos és Művészeti Akadémia tagja, a Vajdasági Tudományos és Művészeti Akadémia újjáalakításának kezdeményezője és egyik létrehozója, a Magyar Professzorok Világtanácsának tagja volt. Szinte szimbólumértékű közéleti tevékenységének az a megnyilvánulása, hogy nem sokkal az Újvidéki Diáksegélyező Egyesület megalakulása után, 1995-ben annak elnöke lett, s azóta többszöri újraválasztás után az is maradt haláláig. Évtizedek óta buzgólkodott a délvidéki magyar tanulóifjúság útjának egyengetésén anyanyelvű tankönyvek beszerzése és kiadása, valamint a diákok anyagi helyzetének javítása terén. A délvidéki magyarok között vitathatatlan tekintélynek örvendett, szavára odafigyeltek beavatottak és kívülállók, politikusok, tudósok és egyszerű polgárok egyaránt.
Szinte nem volt a délvidéki magyar közéletnek olyan megnyilvánulása, amelyről ne fejtette volna ki alaposságra utaló, hozzáértő, erős erkölcsi alapokon álló és emberre valló véleményét. Legbuzgóbban mégis két fontos körülményre figyelt oda: a második világháború végén a délvidéki magyarságot ért atrocitások kutatására és a magyar ifjúság oktatására, ezzel összefüggésben a teljes magyar oktatási rendszer létrehozása foglalkoztatta. A Délvidéken és külföldön minden követ megmozgatott, hogy a délvidéki magyarok perszonális autonómiájuk keretében létrehozhassák saját oktatási rendszerüket. Elkötelezett és rendíthetetlen híve volt ennek az elgondolásnak. Részt vett szinte minden olyan tudományos és politikai megmozdulásban, amelynek ez volt a tétje.

## Társasági tagság
- Vajdasági Magyar Tudományos Társaság egyik alapító tagja és elnöke